# Dekanat Dillingen

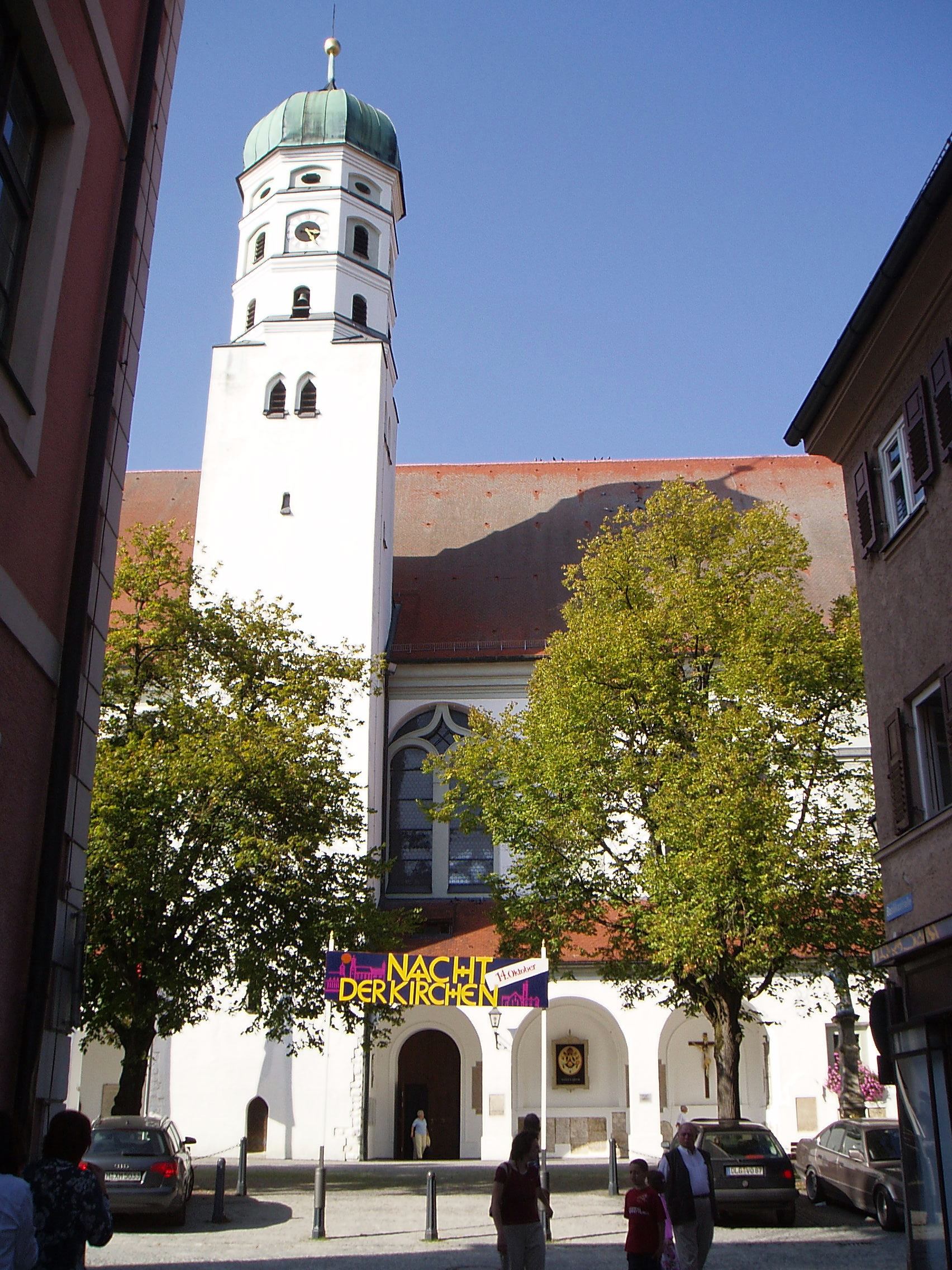
Stadtpfarrkirche St. Peter Dillingen

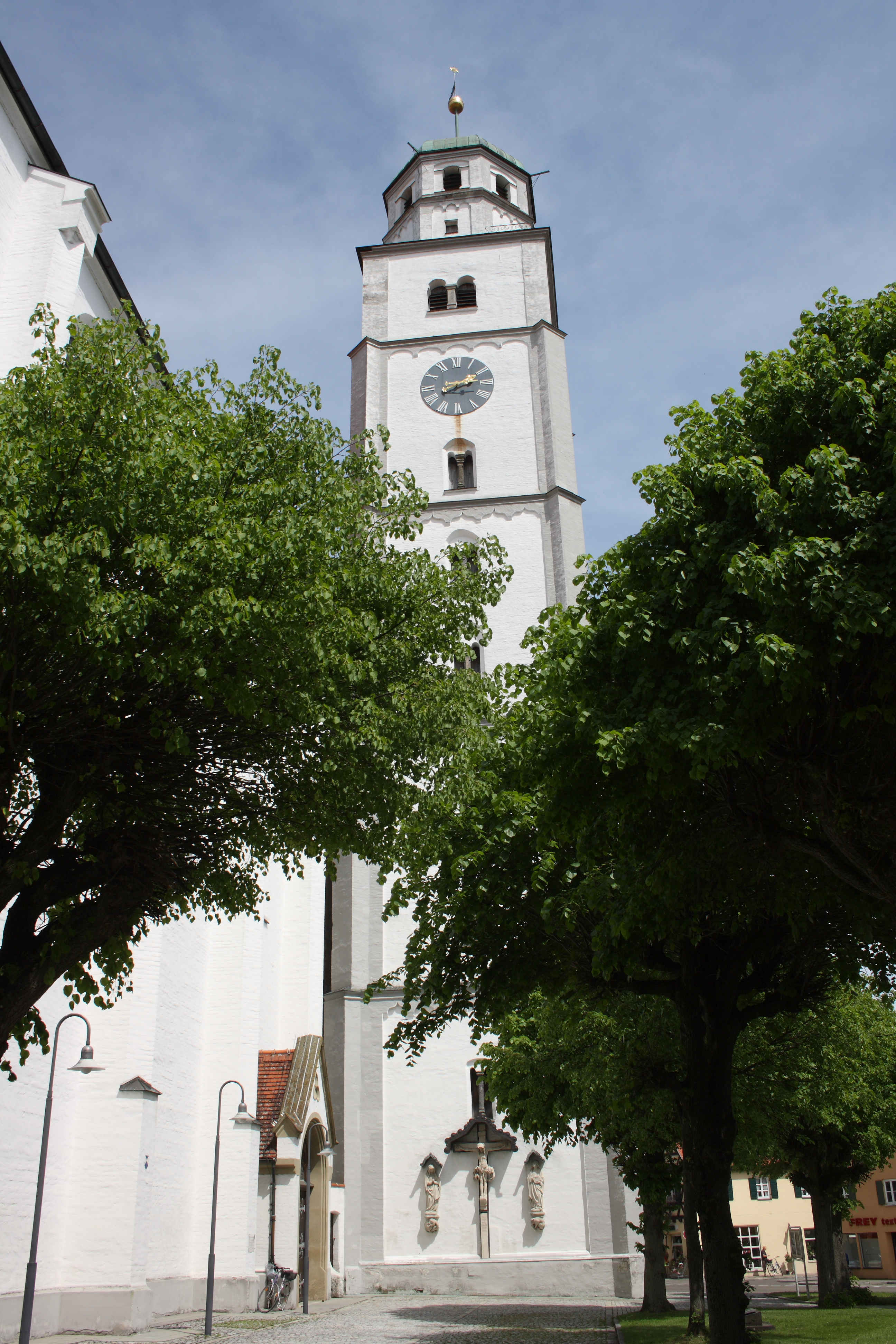
Stadtpfarrkirche St. Martin Lauingen

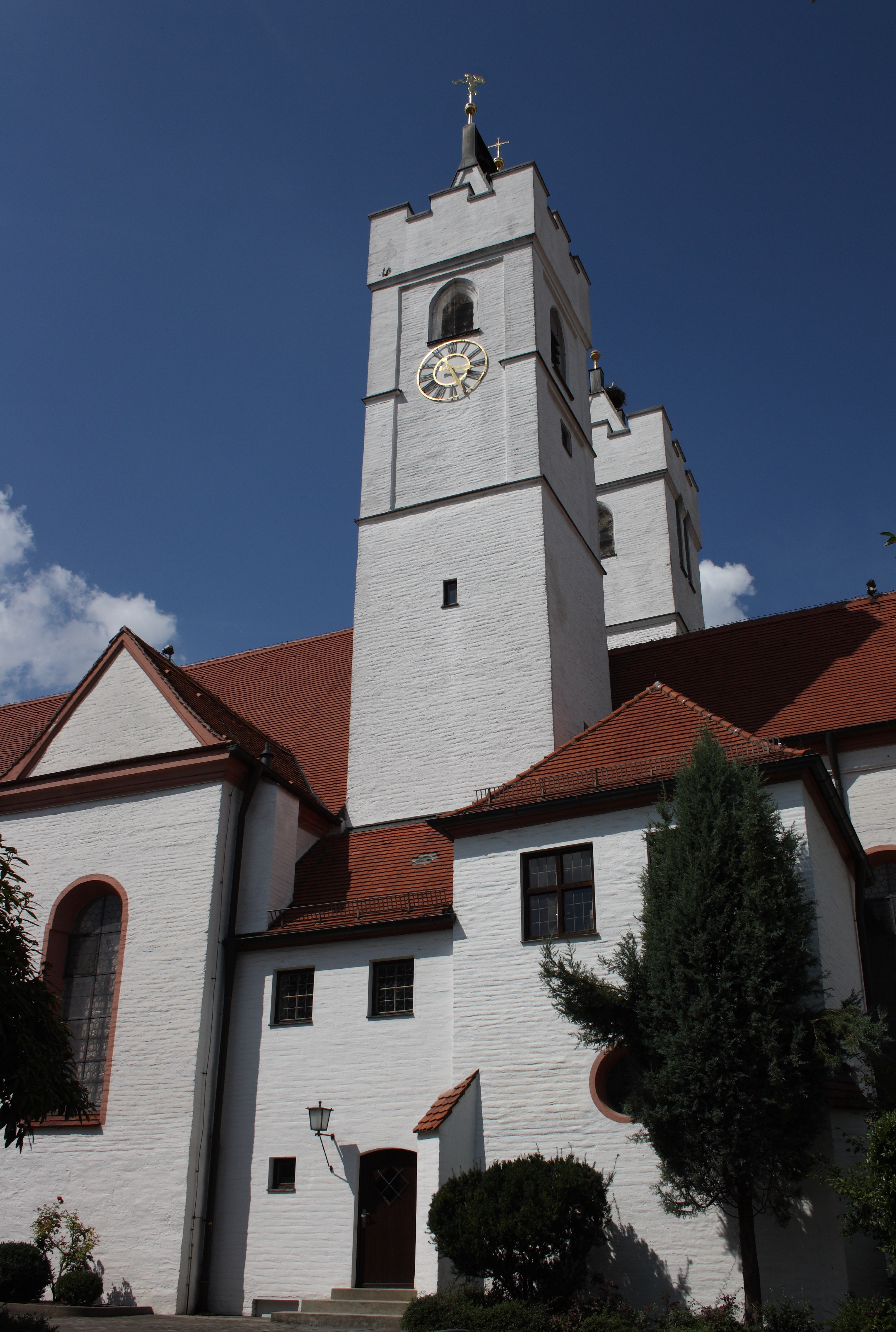
Stadtpfarrkirche St. Martin Wertingen

Das Dekanat Dillingen ist eines von 23 Dekanaten des Bistums Augsburg mit Sitz in Gundelfingen an der Donau.
Das Dekanat entstand im Zuge der Bistumsreform vom 1. Dezember 2012 durch eine Zusammenlegung der beiden Dekanate Dillingen und Höchstädt.

## Gliederung
- Dillingen

Dillingen „St. Peter“,
Dillingen „St. Ulrich“,
Donaualtheim „St. Vitus“,
Fristingen „St. Blasius“,
Hausen „St. Peter“,
Kicklingen „Unsere Liebe Frau im Moos“,
Schretzheim „Maria, Rosenkranzkönigin“,
Steinheim „Mariä Reinigung“;
- Lauingen

Lauingen „St. Martin“,
Faimingen „St. Blasius“,
Veitriedhausen „St. Vitus“,
Frauenriedhausen „Mariä Himmelfahrt“;
- Gundelfingen

Echenbrunn „Maria Immaculata“,
Gundelfingen „St. Martin“,
Obermedlingen Kloster Obermedlingen#Stiftskirche Mariä HimmelfahrtMariä Himmelfahrt,
Untermedlingen „St. Radegundis“,
Peterswörth „St. Peter und Paul“,
Unterbechingen „St. Georg“;
- Aschberg

Aislingen „St. Georg“,
Baumgarten „St. Leonhard“,
Altenbaindt „St. Stephan“,
Ellerbach „St. Peter u. Paul“,
Eppisburg „St. Nikolaus“,
Glött „St. Vitus“,
Holzheim „St. Martin“,
Weisingen „St. Xystus“;
- Wittislingen/Bachtal

Bachhagel „Mariä Himmelfahrt“,
Landshausen „St. Nikolaus“,
Burghagel „St. Peter“,
Oberbechingen „St. Michael“,
Staufen „St. Martin“,
Syrgenstein „St. Wolfgang“,
Ballhausen „Maria Hilf“,
Zöschingen „St. Martin“,
Bergheim „St. Michael“,
Mödingen „St. Otmar“,
Reistingen „St. Vitus“,
Schabringen „St. Ägidius“,
Wittislingen „St. Ulrich u. Martin“,
Ziertheim „St. Veronika“,
Dattenhausen „St. Martin“;
- Bissingen

Bissingen „St. Peter und Paul“,
Gaishardt „St. Vitus und Rochus“,
Hochstein „St. Margareta“,
Unterbissingen „St. Ulrich“,
Buggenhofen „Mariä Himmelfahrt“,
Diemantstein „St. Ottilia“,
Fronhofen „St. Michael“,
Oberliezheim „St. Leonhard“,
Stillnau „St. Alban“;
- Bliensbach

Bliensbach „St. Margareta“,
Hirschbach „St. Peter“,
Laugna „St. Elisabeth“,
Modelshausen „St. Peter und Paul“,
Osterbuch „St. Michael“,
Asbach „St. Ottilia“,
Prettelshofen „St. Andreas“;
- Buttenwiesen/Unterthürheim

Buttenwiesen „Heiligste Dreifaltigkeit“,
Frauenstetten „St. Anna“,
Lauterbach „St. Stephan“,
Oberthürheim „St. Nikolaus“,
Pfaffenhofen „St. Martin“,
Unterthürheim „Maria Hilf“,
Wortelstetten „St. Georg“;
- Höchstädt

Deisenhofen „St. Nikolaus“,
Höchstädt „Mariä Himmelfahrt“
Mörslingen „St. Martin“,
Oberfinningen „St. Johannes Baptist“,
Schwennenbach „Maria Immaculata“,
Oberglauheim „St. Oswald“,
Sonderheim „St. Peter u. Paul“;
- Blindheim

Blindheim „St. Martin“,
Gremheim „St. Andreas“,
Lutzingen „St. Michael“,
Schwenningen „St. Ulrich u. Johannes Baptist“,
Unterglauheim „St. Veit“,
Wolpertstetten „St. Nikolaus“,
Unterliezheim „St. Leonhard“;
- Wertingen/Zusamaltheim

Binswangen „St. Nikolaus“,
Gottmannshofen „Mariä Heimsuchung“,
Villenbach „St. Jakobus maj.“,
Wengen „St. Michael“,
Riedsend „St. Katharina und Sebastian“,
Wertingen „St. Martin“,
Zusamaltheim „St. Martin“,
Roggden „St. Felizitas“;

## Einrichtungen
- Regens-Wagner-Stiftungen
- Dillinger Franziskanerinnen